# アレクサンダー大王の戦い
『アレクサンダー大王の戦い』(ドイツ語:Alexanderschlacht)とは、1529年にドイツ人の芸術家アルブレヒト・アルトドルファーによって書かれた油絵である。この絵はアレクサンドロス3世がダレイオス3世率いるペルシャ軍に大勝した紀元前333年のイッソスの戦いを描いている。この絵はアルトドルファーの代表作として知られ、ルネサンス期の最も有名な風景画の1つであり、それまでの歴史の前例にないほど雄大な光景が描かれている。
ヴィルヘルム4世は『アレクサンダー大王の戦い』を歴史上に残る傑作として彼の住むミュンヘンに展示するように義務付けた。現代の評論家はこの絵をヨーロッパ諸国とオスマン帝国との戦争をアレクサンダーの英雄的な勝利と結びつけたものだと考えてられている。特に第一次ウィーン包囲でのスレイマンの敗北はアルトドルファーに大きな着想を与えた。宗教的な背景は特にこの異様な空に描かれており、これはダニエル書の予言と差し迫った黙示録に触発されたと推測されている。ヴィルヘルム4世の所有物であった『アレクサンダー大王の戦い』と他の4つの作品は現在ミュンヘンのアルテ・ピナコテークに展示されている。

## 題材

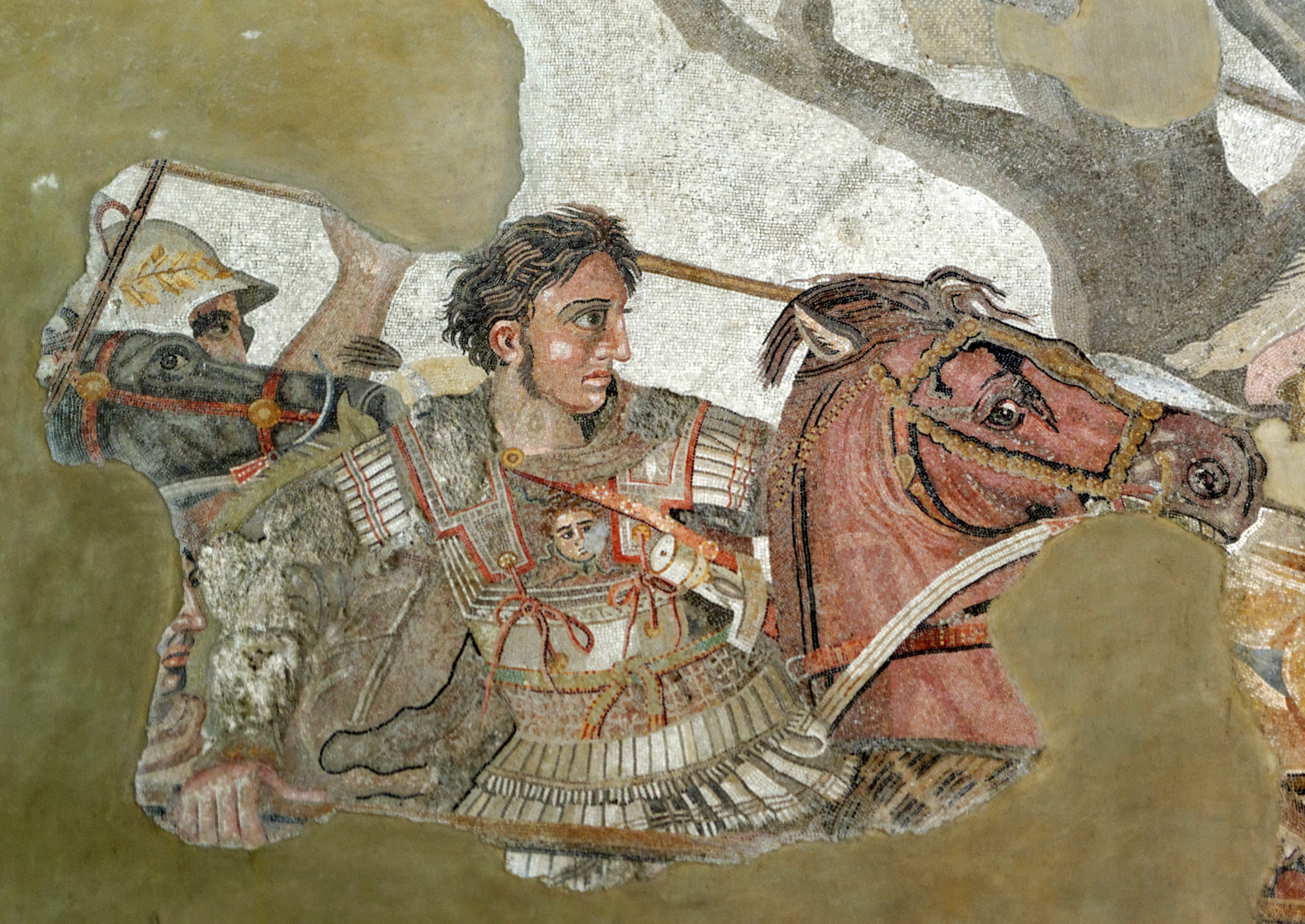
紀元前100年に描かれたアレクサンドロスのモザイク画の中でのアレクサンドロス3世

アレクサンドロス3世は紀元前336年から亡くなるまでの間、古代ギリシャのマケドニアの王であった。彼は歴史上最も卓越した戦術家、戦略家とみなされており、戦闘に負けたことがないと推測されている。彼の軍事的リーダーシップとカリスマ性は有名で、彼は常に戦場の最前線で軍を率いていた。ペルシャ帝国を征服し、ギリシャとエジプトとバビロニアの同化政策を進め、彼は古代で最も大きな帝国を築き上げ、ヘレニズムはヨーロッパ、北アフリカに広まった。
ギリシャの情勢が平穏になりマケドニア軍の統率が安定した334年の春に、アレクサンドロス3世はペルシャ帝国への遠征を開始した。最初の数ヶ月の間はダレイオスはアレクサンドロスの40000人の軍がペルシャへ侵攻している事を無視していた。5月のグラニコス川の戦いで初めてペルシャ帝国はマケドニアの侵攻に対して抵抗したが、結果はアレクサンダーの勝利に終わった。翌年アレクサンダーは海岸沿いのアナトリア半島に進出し、各都市のサトラップを降伏させた。さらに彼は内陸にも進出し、北東のフリギアを占領した後、キルキアへと転進した。10月にキルキア門を通った後、タルススでアレクサンドロスの発熱のため、進軍は遅れる事になった。その間にダレイオスは100,000の軍を招集し、（一部の古文書では数字が誇張されて600,000人と書かれている）ハタイ県のアマヌス山脈の東側でダレイオス自ら軍を率いた。11月の始めに、アレクサンドロスはマルスワンからイッソス経由でイッソス湾へと進軍し、ペルシャ軍と不意に遭遇した。この時、ダレイオスはアレクサンドロスの後方にいたので、決定的に有利な地点にいた。ダレイオスはアレクサンドロスの撤退を妨害し、イッソスに築かれた補給線を断つ事ができた。アレクサンドロスはペルシャ軍の位置を把握して初めて、ミリアドに野営する事ができた。ミリアドはイスカンデルン湾の南東の海岸の港であった。彼は直ちにイッソスの南のピナルス川に引き返し、ダレイオスの軍勢が川の北側に集結している事を確認した。この時イッソスの戦いが勃発した。

イッソスの戦いでの開戦前の陣形。ピナルス川を挟み、両陣営が対峙している。この地はイッソスから11km南の地点にある。両軍の騎兵がイッソス湾に集中している事がわかる。アレクサンダーは右翼から自ら騎兵を用いてペルシャの小丘の防御を崩すことに専念した。

ダレイオスは最初、防護的な反応をとった。彼はマケドニア軍が川を渡る事を防ごうと棒を北側の川辺に突き刺した。中央の前衛はギリシャ人傭兵とペルシャ帝国の親衛隊によって構成されていた。これはペルシャの王にとっては常であったが、伝令を効率的に送って、巨大なペルシャ軍を指揮するために、ダレイオスは中央の真ん中に陣取った。アレクサンドロスが渡河し、右翼から攻撃を仕掛けてくる事が予想されたので、ペルシャの軽装歩兵の集団は直ちに山の麓の小丘に送られた。ペルシャの右翼には騎兵の多くが置かれた。
アレクサンドロスは最初慎重に進軍を開始した。アレクサンドロスは右翼にヘタイロイを置き、ペルシャ右翼の騎兵の大軍に対抗するため、テッサリアの騎兵を左翼へと急行させた。アレクサンドロスは右翼の小丘の重要性を認識しており、右翼を起点に軽装歩兵、弓兵、騎兵を置き、ダレイオスの防御を崩そうとした。この戦略が功を奏し、戦死しなかったペルシャ兵は山の中に逃げ込まざるを得なかった。
敵の弓の射程圏内に入ったとき、アレクサンドロスは命令を変更した。ヘタルロイを切り込み部隊として攻撃を命じ、ペルシャの左翼を速やかに突破するよう命じた。パルメニオン率いるマケドニア軍の左翼は、ペルシャ騎兵の攻撃により後退していた。マケドニアの中央のファランクスは川を渡り、ダレイオスの前面を守備するギリシャ人傭兵と交戦を開始した。ヘタイロイがペルシャの左翼を押し返した時、アレクサンドロスとマケドニア軍の間に隙間が生じたため、ダレイオスにこの隙間を利用するチャンスがあった。しかしダレイオスは左翼が戦闘不能になり、脅威でなくなったことに満足し、その間にアレクサンドロスはヘタイロイをペルシャの中央を攻撃するために移動させて、危機的な状況を解消した。ペルシャ軍はこの攻撃に耐えられず、ペルシャの前衛は川辺から撤退せざるを得なくなり、マケドニアのファランクスに更なる前進を許し、ペルシャの左翼からの圧力を取り除いた。
アレクサンドロスのヘタイロイによる攻撃は止まることがないと思い知らされたため、ダレイオスとペルシャ軍は逃亡し始めた。多くのペルシャ兵はマケドニアの突撃により命を落とし、遺体は逃亡する兵士により踏み潰されるか、馬により潰された。一部の兵士はエジプト方面に落ちぶれたが、多くの兵士は北に逃れ、ダレイオスの元で再編成された。日が落ちるまで、追撃は続けられ、最終的に追撃を開始してから約20kmほど進んでいた。アレクサンドロスは軍を再び呼び戻し、遺体を埋葬した。ダレイオスの家族はペルシャのキャンプに置き去りにされており、アレクサンダーは彼女たちを歓待し、身の安全を保証したと記録されている。ダレイオスの乗っていた馬は彼の弓と盾と共に溝に捨てられているところを発見された。
古代の文献ではイッソスの戦いで生じた損害はそれぞれ異なっている。シケリアのディオドロスやプルタルコスによれば、ペルシャの損害はおよそ10万人に対し、クィントゥス・ルーファスによればマケドニアの損害は450名である。いずれの場合にせよ、ペルシャの損害は戦場を離脱できた兵を上回っていると推測される。アレクサンドロスに従えたプトレマイオスはイッソスの戦いでの追撃中、どれだけのマケドニアの兵士が山峡を超えたかを数えていた。
マケドニアのペルシャ侵攻は紀元前300年まで続き、ついにダレイオスは部下に殺され、アレクサンドロスはペルシャ帝国の王を自称するようになった。アレクサンドロスが亡くなったのは、紀元前323年に丁度インドへの遠征から帰って来た時であった。アレクサンドロスの死因については現在も論争が続いている。

## 背景

聖ジョージと竜(1510年)

### 『アレクサンダー大王の戦い』以前の作品
アルブレヒト・アルトドルファーは西洋の風景画の開祖としてみなされている。彼は画家、エッチャー、建築家、彫刻士で、ドナウ芸術学校の校長であった。聖ジョージと竜(1510年)とアレゴリー(1531年)のような絵画が証明しているように、アルトドルファーの多くの作品はスプロールした風景の中に人を小さく描かれている事が特徴である。『アレクサンダー大王の戦い』は彼の絵画の典型的な例である。聖ジョージと竜について言及した歴史家のマーク・ロスキルは次のように述べている。”アルトドルファーの作品の風景にある様々な装飾品はその場所の人里離れ、人が寄り付かない場所である事を明らかにさせ、作品をより精巧なものにしている。”アルトドルファーはアルプス山脈やドナウ川を旅したことがあったが、これらの地形の特徴は歩道橋のある風景(1516年)やドナウのレイネンブルグ(1522年-1525年)なども含め、彼の作品にはほとんど描かれていない。これらの作品は古代も含め初めての”純”風景画である。現代の様式とは対照的に、アルトドルファーの多くの風景画は縦に描かれている。この縦書きの風景は当時としては革新的であり、アルトドルファーの同時代のフランドル人であるヨアヒム・パティニールとその弟子に受け継がれている。

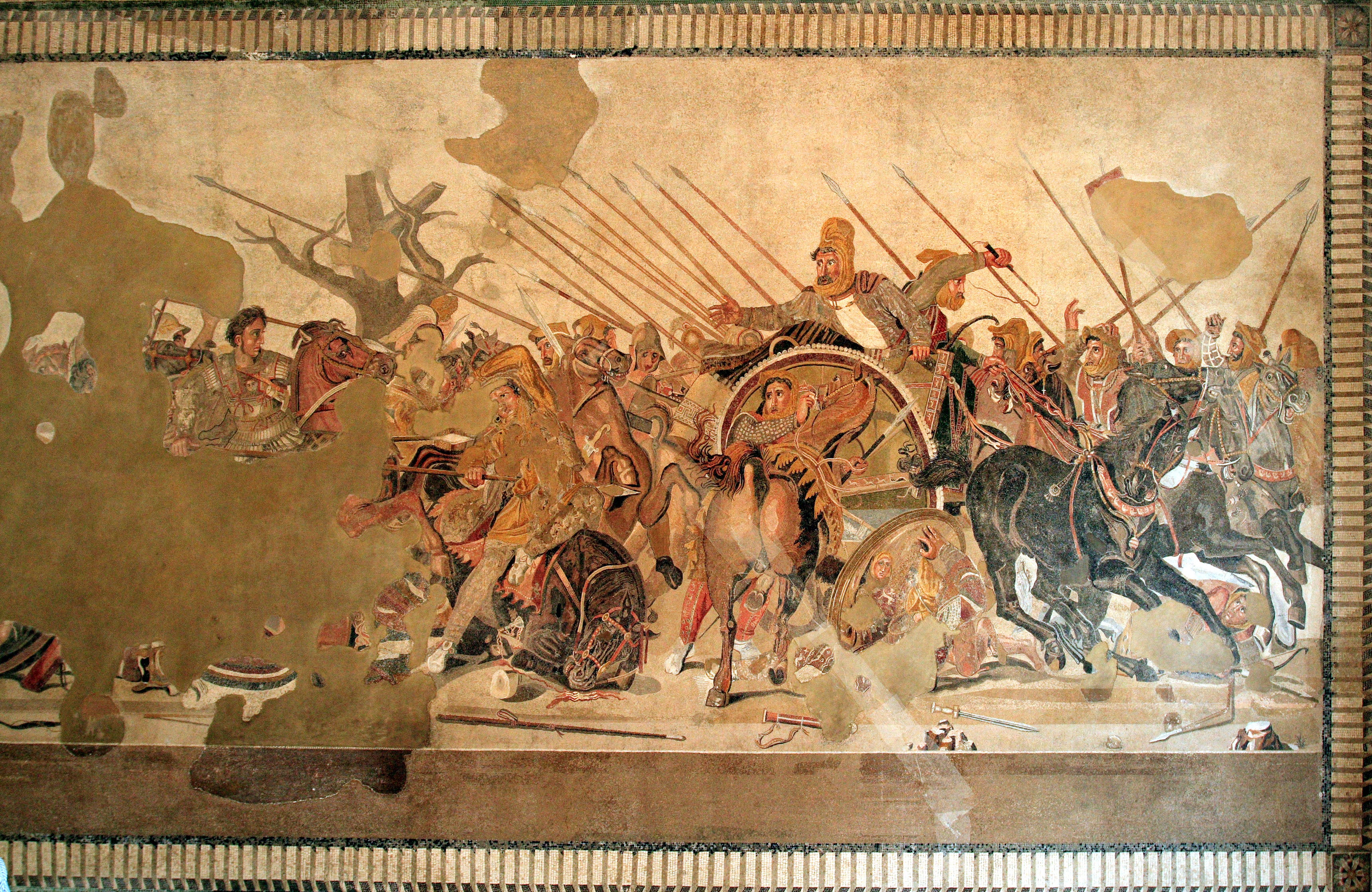
イッソスの戦いのモザイク絵（ナポリ国立考古学博物館）

### 太古のイッソスの戦いの作品
この作品以前にイッソスの戦いを描いたものはわずかしかない。フィロクセネスのエレトリアによって描かれたフレスコ絵画の『イッソスの戦い』が最初の作品であると言われている。この絵は紀元前310年にカッサンドロス(紀元前350年-紀元前)のために書かれた。カッサンドロスはアレクサンドロス大王の最も有力な後継者であった。
アレクサンダーとダレイオスは無数の兵士に囲まれながら、お互いを自らの槍の射程に収めている様子が描かれている。

## 画法

### 描写

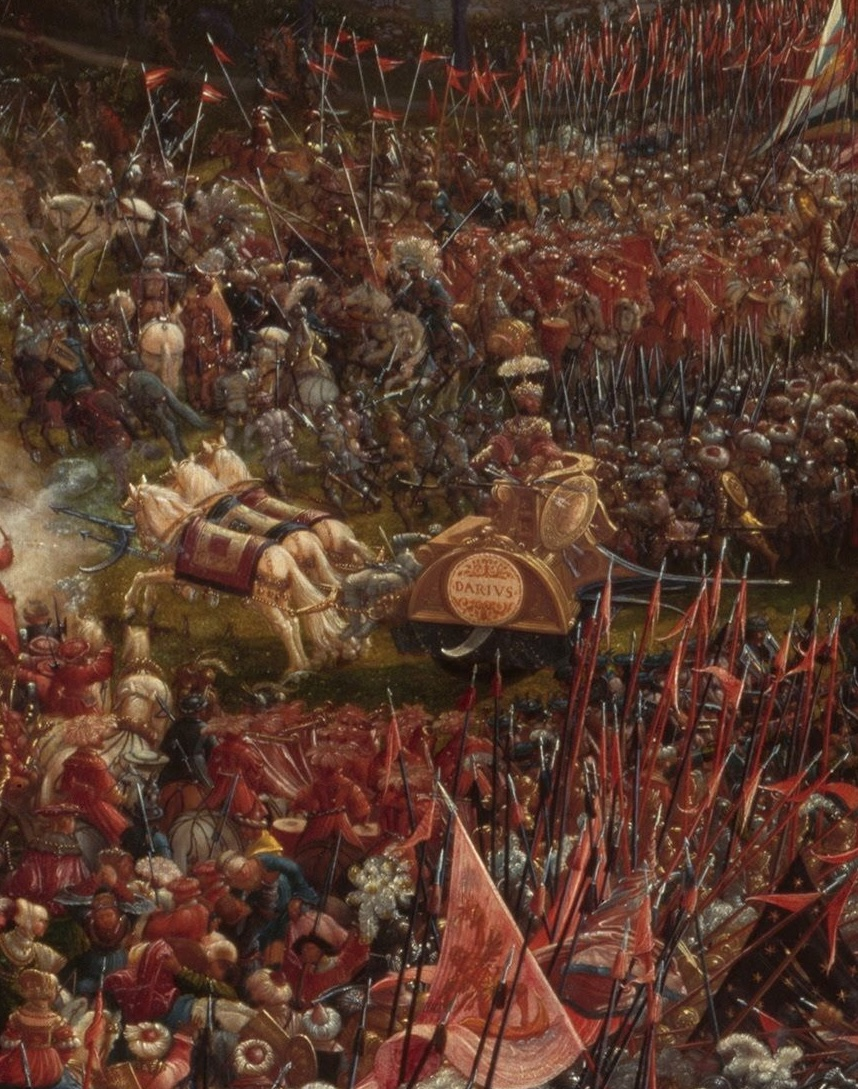
逃亡するダレイオス3世

『アレクサンダー大王の戦い』は158.4 cm × 120.3 cmの菩提樹材のパネル上にアレクサンドロス3世の勝利の瞬間が描かれている。この縦向きの絵は空間に余裕がある部屋で描かれた。いつ頃か不明であるが、このパネルは全ての端が切り取られたので、元々の絵は空がより大きく、月は画面の中央寄りに描かれていた。この光景は現実には存在しない地点から描かれている。この絵は視点が上に行くに従い、囲まれた海が見え、大陸が見え、地球の丸みまで描かれている。
数千の馬と槍を構えた歩兵がこの風景に描写されている。2つの軍の兵士はそれぞれ時代が異なっているが服装が明確に分けられている。アレクサンダーの兵は服を着込んで、馬に重い鎧を装備させており、一方ダレイオスの軍はターバンを巻き、馬に鐙をつけず、騎乗している。この絵には多くの戦死した兵士の痛いが地面に横たわっている。中央の前線のマケドニアの兵士は敵の軍を粉砕し、ペルシャ軍の左翼が敗走している。ペルシャの王は3頭の馬によって率いられた戦車に乗っており、アレクサンダーと彼が乗る盛装された馬に追いかけられている。この絵の中央部は小丘が描かれており、兵士たちは緩やかな傾斜がある戦場をキャンプ地と街の方面に下り続けている。
戦場の向こう側には、地中海とキプロス島が見える。この場所は色が移り変わっており、下半分は茶色で、上半分は水色で分けられている。ナイル川が遠方で蛇行して地中海に流れており、川が途中で7つに分かれて、ナイル川デルタが形成されている。キプロス島の南部はシナイ半島があり、アフリカとアジアの間の陸橋を形成している。紅海が地中海越しに描かれているが、両岸の山と同様に弧を描いている地平線に飲み込まれる。

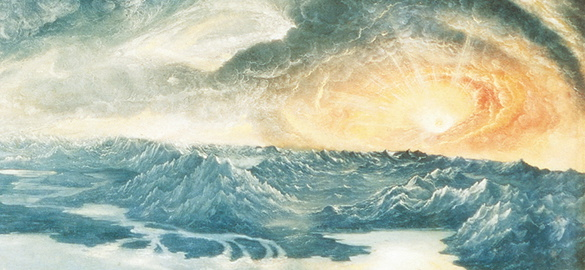
太陽とナイル川

沈みかけている太陽と三日月が描かれてた荒れている空は、この絵の三分の一以上を占めている。立ち込めている雨雲は天空のタブレットを中心に不気味に渦巻いており、コントラストを強調し、天空にこの世のものではない光を吹き込んでいる。空からの光がこの風景に僅かに差しており、西ではアフリカ大陸とナイル川が太陽の光を受け、東ではバベルの塔が影で覆い隠されている。

この絵の題目は天空からぶら下がっているタブレットに説明されている。この文章の言葉使いはおそらくヴィルヘルム宮廷の歴史家ヨハネス・アヴェンティヌスによって書かれたものである。もともとはドイツ語で書かれていたが、後にラテン語の説明に置き換えられた。内容は以下の通りである。
アレクサンダー大王は最後のダレイオスを打ち破り、10万の歩兵と1万を超える騎兵を殺害した。一方ダレイオスは1000に満たない騎兵と共に逃亡し、彼の母と妻と子供が捕虜になった。
この戦いでのマケドニアの損害と同様、戦いの日付については述べられていない。このタブレットの左下のアルトドルファーのモノグラムが含まれており、タブレットの下の端には "ALBRECHT ALTORFER ZU REGENSPVRG FECIT"（日本語訳：レーゲンスブルクのアルブレヒト・アルトドルファーによって作られた）と書かれている。ダレイオスとアレクサンダーを区別するために、馬と馬具にそれぞれ小さな銘が入れられている。両軍共に総兵力と損害を報告する軍旗を掲げている。

### 解釈

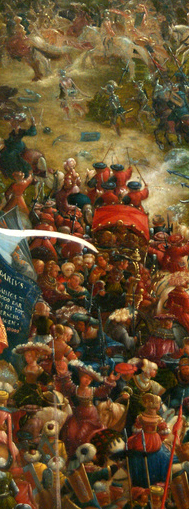
戦場の婦人たち

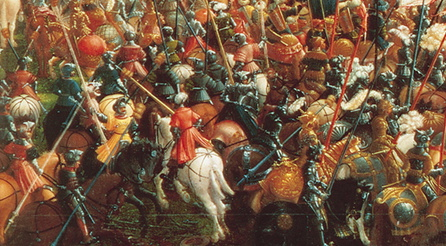
両軍の兵士達。ラインハルト・コゼレックはペルシャの兵士はターバンから足元まで16世紀のオスマン軍の装備に似ていると述べている。

『アレクサンダー大王の戦い』では時代錯誤の描写がたくさんある。アレクサンドロスは16世紀の甲冑をつけており、ダレイオスはトルコ軍の軍服を着ている。つまりアルトドルファーはアレクサンダーの東方遠征と当時のヨーロッパとオスマン帝国の間での衝突の両方を描いている。この絵が完成した1529年はスレイマン1世による第一次ウィーン包囲が行われた年である。当時のウィーンは神聖ローマ帝国の首都であり、トルコからは、黄金の林檎と呼ばれていた。オーストリア、ドイツ、チェコ、スペインの兵士は兵数ではオスマン帝国を下回ったが、ウィーンの防衛に成功し、オスマン軍を撤退させ、中央ヨーロッパへのこれ以上の侵攻を防いだ。イッソスでのアレクサンドロスの勝利はウィーン包囲の勝利と類似点があるので、この絵はウィーン包囲の勝利に触発されたと考えられている。いくつかの批判があるものの、この絵の時代錯誤な部分は、アルトドルファーが意図して描いたものだと推測されている。

歴史家ラインハルト・コゼレックは著作Futures Past: On the Semantics of Historical Timeの中でアルトドルファーの時間的表現をより哲学的な視点から議論している。表面上の時代のずれは、損害数を掲げる軍の旗にみられ、より深い部分の時代のずれはこの絵の当時の時代背景に根付いているという違いがある。ラインハルト・コゼレックは深い部分のずれは歴史上の出来事によって上書きすることができないもので、歴史の再帰的な認識によって強調されていくものだと仮定した。コゼレックはキャサリン・デイビスの以下の主張を引用している。
”アルトドルファーにとって4世紀のペルシャの装備が16世紀のオスマンの装備に見えることは、装備の違いを認識していなかったのではなく、『アレクサンダー大王の戦い』において、装備の違いは問題にならなかったのである。言い換えれば、現代以前の時代は、時代が一致しない事と歴史的認識の欠落があることを例示している。アルトドルファーの描いた歴史的なベールを終末論的な観点で表している。実際16世紀の世界観は（次第に17世紀も18世紀も）、永遠回帰の世界に閉じ込められており、将来は永遠に同じことの繰り返しであると考えられていた。そのような世界観からはどんな出来事も起きることはなく、予見や到来といった概念は時間で区別することができない神聖な歴史の闇に葬られてしまう。”

## 後世への影響
『アレクサンダー大王の戦い』は何世紀もの間、バイエルン公のコレクションとして存続していた。18世紀の後半になるまでシュライスハイム城のギャラリーの展示品であった。1800年、ナポレオンの大陸軍によって奪われた72の品の中の1つにこの絵が含まれており、パリに移送されることになった。ナポレオンはアレクサンドロスを崇拝している事で有名であった。この絵はルーブル博物館に1804年まで保有されたが、ナポレオンが皇帝に就任した時に、彼の所有物となった。1814年、第六次対仏大同盟による攻撃により、パリは陥落し、プロイセンはこの絵を奪還した。この時、『アレクサンダー大王の戦い』はナポレオンの浴室に掲げられていたと言われている。
『アレクサンダー大王の戦い』は1800年に奪われた他の26の絵と同様、1815年にバイエルン王のマクシミリアン1世によって修復された。『アレクサンダー大王の戦い』を含む5つのヴィルヘルムの絵は後にミュンヘンのアルテ・ピナコテークの王国の収蔵物として引き渡される事になり、現在に至る。また他にも3つのヴィルヘルムの絵が1618年から1648年の30年戦争でスウェーデン軍により略奪され、ストックホルムのスウェーデン国立美術館に収蔵されている。アルトドルファーによって書かれたスザンナと長老たちはアルトドルファーの作品で唯一アルテ・ピナコテーク以外に収蔵されている絵である。 
この絵画は北方ルネサンスに大きな影響を与え、15世紀と16世紀の北ヨーロッパにおいて古典的な人間性と文化を再起させた。
アルトドルファーは風景画の先駆者であっただけでなく、19世紀と20世紀に大きな影響を与えたロマン主義と表現主義を早期に実践した。ケネス・クラークはアルトドルファーと同じ時代のマティアス・グリューネヴァルトとヒエロニムス・ボスについて次のように述べている。”かれらは現代では表現主義の芸術家であると述べられている。なぜなら表現主義は著しく一貫しており、これらの16世紀前半の風景画の作品には共通して、同じ理念、形、動きの表現が見られ、これらは現代の表現主義の芸術家である、フィンセント・ファン・ゴッホ、マックス・エルンスト、グレイアム・サザランド、ウォルト・ディズニーの作品には同様の表現が見られる。”また芸術評論家のピア・クーネオも以下の様に述べている。”アルトドルファーの『アレクサンダー大王の戦い』は宇宙規模のスケールで描かれており、彼の精神とロマン主義、現代芸術（特にドイツ表現主義）との親和性は特に賞賛されるべきものである。”
『アレクサンダー大王の戦い』はアルトドルファーの代表作であると考えられている。ピア・クーネオはこの絵は他の15の作品からは壮麗さ故に孤立していると述べている。ドイツ人作家のフリードリヒ・シュレーゲル(1772–1829)は『アレクサンダー大王の戦い』をルーブルで見た人物の一人であるが、この絵に驚嘆し、小さなイーリアスであると述べた。ラインハルト・コゼレックはアルトドルファーの絵の数千の兵士たちは過去に例がないまでに隅々まで描かれていると述べ、キャサリン・デイビスはこの絵をあらゆる感性が画期的であると述べている。

## 関連事項
- イッソスの戦い
- アレクサンドロス3世